# Lasiopogon primus
Lasiopogon primus är en tvåvingeart som beskrevs av Adisoemarto 1967. Lasiopogon primus ingår i släktet Lasiopogon och familjen rovflugor.
Artens utbredningsområde är Alberta. Inga underarter finns listade i Catalogue of Life.